# Legea
Legea je proizvođač športske odjeće, kojeg je 1993. u Pompejima, Italija osnovao Giovanni Acanfora, Emilia Acanfora, Luigi Acanfora. Jedan je od najpopularnijih športskih brendova u talijanskim amaterskim nogometnim klubovima. Nije sponzor niti jednoga od velikih nogometnih klubova.

## Sportske momčadi

### Košarka
- S.S. Felice Scandone
- Legea Scafati
- BC Lugano Tigers
- Senegal

### Rukomet
- RK Metković
- MRK Arena Jadrograd

### Nogomet
Nogometni klubovi
- FK Budućnost Podgorica
- FK Sutjeska
- AS Livorno Calcio
- Calcio Catania
- F.C. Messina Peloro
- Ascoli
- Frosinone Calcio
- A.C. Arezzo
- Pescara
- A.S. Cittadella
- Ancona Calcio
- U.S. Avellino
- Besa Kavajë
- Teuta Durrës
- KS Flamurtari
- KF Partizani
- KS Kastrioti Krujë
- KS Skënderbeu Korçë
- KS Luftëtari Gjirokastër
- KS Vllaznia
- KS Apolonia Fier
- KS Shkumbini Peqin
- MC Algiers
- K.F.C. Germinal Beerschot
- FK Modriča
- FK Sarajevo
- NK Čelik Zenica
- Lokomotiv Plovdiv
- NK Mladost Luka
- Toronto Lynx
- FK Chmel Blšany
- AC Ajaccio
- KF Priština
- FK Aizkraukle
- SK Blāzma
- FK Valka (?)
- RFS
- RFS/Flaminko
- Hamrun Spartans FC
- Vitesse Arnhem
- Zagłębie Sosnowiec
- Académica
- S.C. Beira-Mar
- U.D. Leiria
- FC La Chaux-de-Fonds
- Caernarfon Town
- The New Saints F.C.
- Phoenix United F.C.

Nacionalne momčadi
- bosanskohercegovačka nogometna reprezentacija
- crnogorska nogometna reprezentacija
- burundijska nogometna reprezentacija
- kosovska nogometna reprezentacija
- malavijska nogometna reprezentacija
- sjevernokorejska nogometna reprezentacija
- zimbabveanska nogometna reprezentacija

## Poveznice
- Legea UK - službena stranica  Arhivirana inačica izvorne stranice od 6. kolovoza 2018. (Wayback Machine)
- Legea SAD